# Eyal Erlich
Eyal Erlich (איל ארליך; Batwan, 1º gennaio 1977) è un ex tennista israeliano.

## Carriera
In carriera ha raggiunto in singolare la 144ª posizione della classifica ATP, mentre in doppio ha raggiunto il 160º posto.
In Coppa Davis ha disputato un totale di 16 partite, ottenendo 9 vittorie e 7 sconfitte.

## Statistiche

### Doppio

#### Finali perse (1)
| Numero | Anno            | Torneo                  | Superficie | Compagno  | Avversari in finale            | Punteggio |
| 1.     | 21 ottobre 1996 | Tel Aviv Open, Tel Aviv | Cemento    | Noam Behr | Marcos Ondruska Grant Stafford | 3-6, 2-6  |